# El gran día de Gerona
El gran día de Gerona es una pintura al óleo de grandes dimensiones realizada por Ramón Martí Alsina. Describe uno de los episodios más cruentos del Sitio de Gerona de 1809. A pesar de no estar fechada, los expertos la datan como principio de elaboración entre 1863 y 1864. Es la obra de caballete más grande de la historia de la pintura catalana. El proceso de creación se alargó durante años y estuvo a punto de provocar la ruina de su autor en varias ocasiones. Actualmente forma parte de la colección del Museo Nacional de Arte de Cataluña, y se encuentra expuesta, en depósito, en la sede de la Generalidad de Cataluña en Gerona, en el edificio de la iglesia del antiguo Hospital de Santa Catalina.
En cuanto a la espectacularidad de las medidas del cuadro, los estudiosos apuntan que podría tratarse de una forma de rivalizar con la obra de Mariano Fortuny La batalla de Tetuán (1862-1864), resultado del encargo que este había recibido por parte de la Diputación de Barcelona para representar la guerra de África.
En 1938, durante la guerra civil española, el cuadro fue víctima de los bombardeos mientras estaba expuesto en el Palacio de Bellas Artes de Barcelona. Para protegerlo, fue enrollado y almacenado en una de las salas de reserva del Museo Nacional de Arte de Cataluña (MNAC), en espera de restauración. Allí permaneció unos setenta años, hasta que finalmente fue restaurado entre 2009 y 2010.

## Título
Aunque su título más corriente y con el que se encuentra catalogado en el MNAC es El gran día de Gerona, es nombrado por algunos autores con el título de Los defensores de Gerona. Fue el coronel Blas de Fournás quien calificó los hechos del 19 de septiembre de 1809 —durante los cuales murieron más de mil personas— como el «día grande de Gerona». Se cree que este puede ser el origen del título del cuadro. En algunas notas personales del artista la obra se menciona como Los defensores de Gerona, La defensa de Gerona o incluso «El cuadro de Gerona».

## Descripción
Se trata de una obra pictórica de grandes dimensiones, 496 x 1082 cm, superior a La batalla de Tetuán de Mariano Fortuny (300 x 972 cm) y al Guernica de Pablo Picasso (350 x 780 cm). El cuadro está compuesto por una única pieza de tela sin costuras que ocupa una superficie de unos 58 metros cuadrados y pesa aproximadamente 70 kg. Los expertos en tejidos piensan que se podría tratar de un tejido con el cual se confeccionaban las velas de los barcos. Algunos estudios apuntan que podría haber sido adquirida en El Maresme o en El Poblenou, donde el artista tenía un taller.

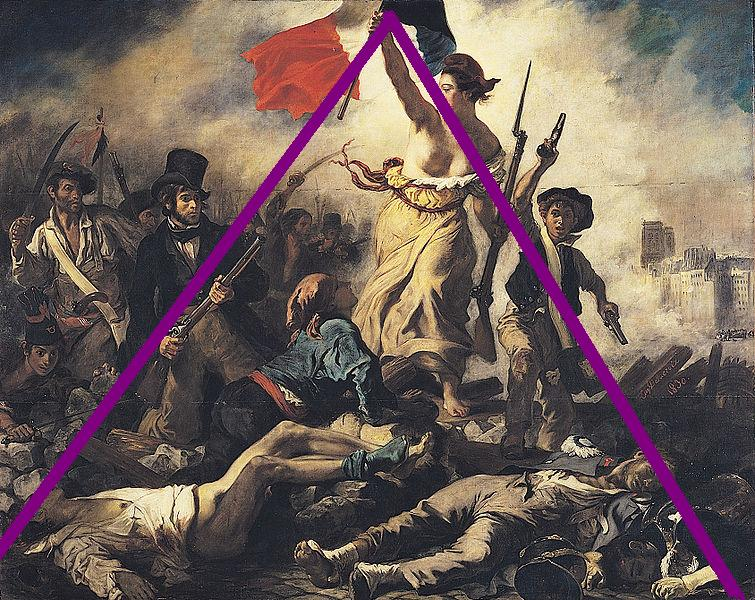
Diversas obras de pintura histórica, como La libertad guiando al pueblo de Delacroix, muestran estructuras piramidales.

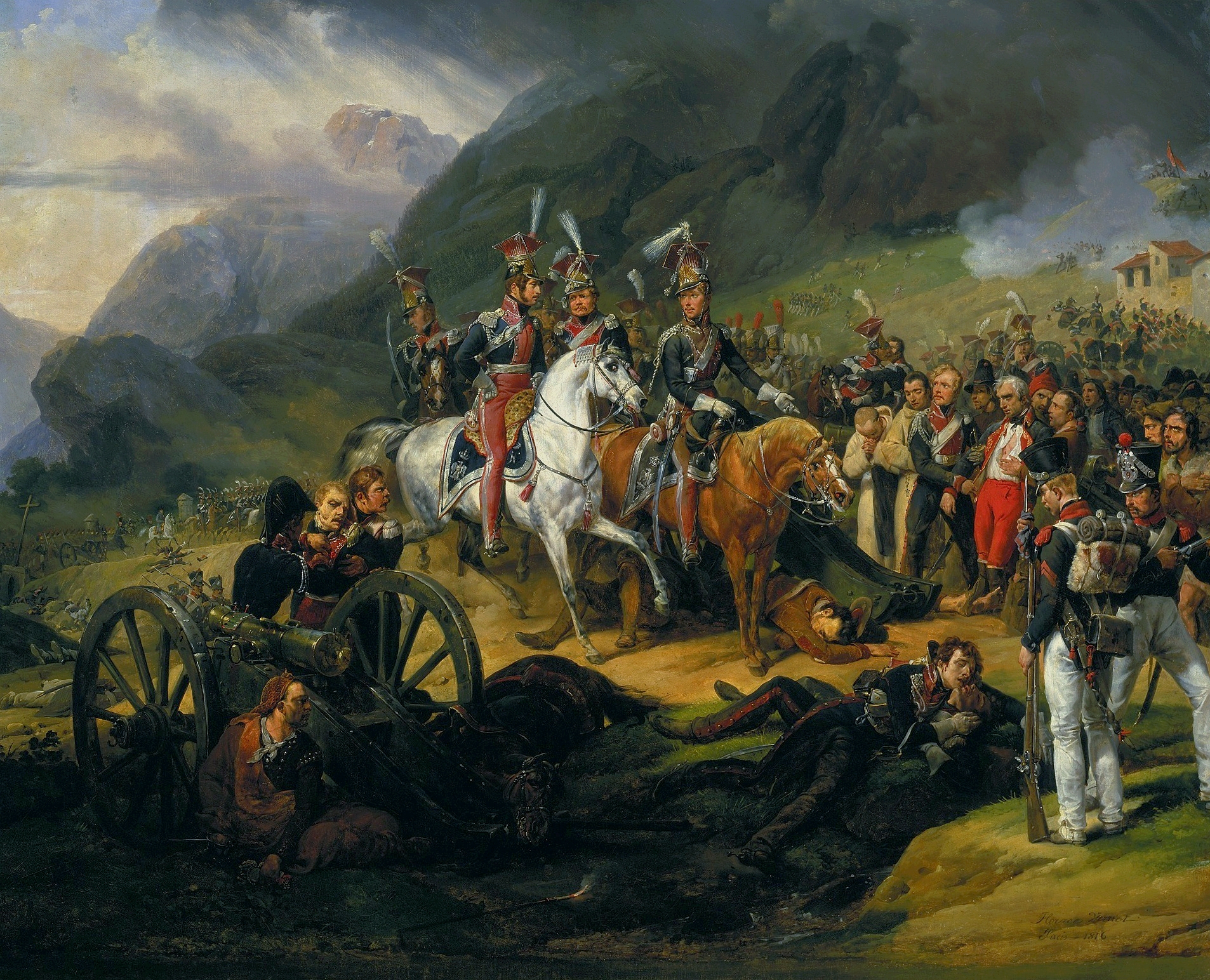
La batalla de Somosierra de Horace Vernet, donde se aprecia la similitud en la composición con El gran día de Gerona.

La obra refleja el momento posterior a la batalla que tuvo lugar el día 19 de septiembre de 1809, durante la Guerra de la Independencia —más conocida como Guerra del Francés en Cataluña—, cuando el ejército francés intentó un ataque definitivo contra la ciudad de Gerona, que resistió bajo el mando del general Mariano Álvarez de Castro.
La escena de la pintura está situada en el lugar donde sucedieron los hechos del día 19 de septiembre. Se puede localizar por los elementos arquitectónicos que se encuentran representados al fondo, entre los que se aprecian las torres pertenecientes a la catedral de Gerona y a la iglesia de San Félix. Delante de estos edificios se encuentran las murallas de la ciudad, en la llamada zona de la Torre Gironella. Los dibujos preparatorios también indican que el autor quería situar la escena en la zona del «cuartel de los alemanes», para obtener un perfil clásico de la ciudad y porque en ese espacio preciso tuvieron lugar algunas de las batallas más importantes durante el sitio.
Aunque se trata de un hecho histórico, por su tratamiento la pintura se asemeja más a una historia épica y, a pesar de que la obra de Martí Alsina siempre se vincula con Courbet y el realismo, movimiento que introdujo en Cataluña, en este caso y por las características del tema el tratamiento lo sitúa más cerca del romanticismo francés, tal y como se expresa en las pinturas de historia de Delacroix o Vernet.
Hay cierta semejanza entre la composición de Martí Alsina y las que hacía también en pintura histórica el pintor francés Horace Vernet, basado en la inclusión de multitud de personajes y en un trabajo previo con gran cantidad de bocetos en diferentes perspectivas hasta conseguir el efecto perseguido. Martí Alsina había visitado una exposición retrospectiva organizada en el marco de la Exposición Universal de París de 1855, donde había pinturas históricas de Vernet, Ingres, Delacroix y Decamps.
La obra está dividida en tres planos: los personajes de primer término son los más realistas y dramáticos, tratados con colores más vivos; en segundo plano los personajes están menos definidos, y en la tercera parte algunas figuras —las que se encuentran más cercanas al fondo— solo están esbozadas. Es ahí donde la arquitectura se desvanece en una especie de niebla.
La escena de la mitad derecha se distribuye en una estructura piramidal con el vértice en las ruinas del fondo y su lado izquierdo formado por los defensores atrincherados, una línea que corta en diagonal el espacio total de la obra y que permite centrar la atención en las figuras de los mandos militares a pesar de estar en segundo plano. Este grupo, ubicado en la mitad izquierda, está formado por la última línea de defensores de la ciudad, con el general Álvarez de Castro en una posición muy destacada.
Esta distribución se asimila a la que Vernet planteó en La batalla de Somosierra de 1812, donde la montaña del fondo corta el encuadre de forma que se pone el foco en los personajes a caballo, que así compiten en importancia con los heridos mostrados en el primer plano.
En la parte baja del cuadro, en el primer plano de la batalla, se ven representados los heridos y muertos, lo que da el máximo realismo a las imágenes más dramáticas. Uno de ellos, ubicado en el centro del cuadro por debajo de la figura del general, representa el personaje destacado de una mujer perteneciente a la Compañía de Santa Bárbara —cuerpo militar formado por mujeres para socorrer y asistir a los heridos en batalla— y se aprecia en su brazo izquierdo una cinta roja atada con una lazada, símbolo por el que se las distinguía. Se pueden observar otras figuras femeninas repartidas en la escena de la batalla, algunas tratando de aliviar a los heridos y otras llevando la comida y la bebida.
En el extremo derecho de la obra se puede ver al ejército francés en retirada, unas figuras casi difuminadas, dando la impresión de no tener intencionadamente protagonismo dentro de la obra.

## Historia

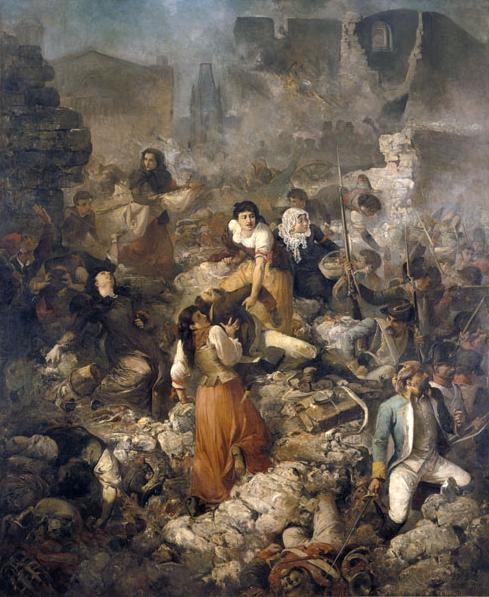
La Compañía de Santa Bárbara, otro trabajo de Martí Alsina sobre el «Sitio de Gerona».

A mediados del siglo XIX la pintura histórica era muy apreciada por sus representaciones de hechos patrióticos y héroes locales. Martí Alsina quería mejorar su reputación como pintor a nivel nacional, a pesar de tener una plaza como profesor en la Escuela de la Lonja de Barcelona. Una de las maneras más directas de ganarse una buena reputación como profesional era conseguir premios en algún concurso, como las Exposiciones Nacionales que se celebraban anualmente en Madrid. En aquellas exposiciones, las obras de temática histórica, con un alto componente épico y romántico, tenían a menudo una muy buena acogida. Muchas de las obras ganadoras estaban realizadas en gran formato, y al ganar eran adquiridas por diversas instituciones o por el propio Estado. Es probable que este fuera el motivo que decidiera a Martí Alsina, más especializado en pintura de paisajes, a realizar obras con temas históricos.
La primera vez que participó en el concurso fue en 1858, año en el que envió diversas obras y recibió una tercera medalla por un retrato titulado Estudio del natural. El mismo año y fuera de concurso presentó El último día de Numancia, que fue posteriormente adquirido por el Estado por tres mil pesetas, y depositado en el fondo del Museo del Prado, a pesar de haber conseguido dentro del concurso tan solo una medalla de tercera clase. En 1860 envió uno de sus paisajes, con el que obtuvo una segunda medalla. El pintor pasó buena parte de su vida obsesionado por la serie de la Guerra de la Independencia y el Sitio de Gerona de 1809, y así realizó numerosas pinturas de temas similares, como El somatén del Bruch, La Compañía de Santa Bárbara, Las heroínas de Gerona y la más grandiosa, El gran día de Gerona, que le ocupó buena parte de su vida hasta su defunción.

### Proceso de producción
Según diversos estudios publicados, es probable que Martí Alsina decidiese hacer una obra de grandes dimensiones para rivalizar con La batalla de Tetuán, obra de Mariano Fortuny hecha por encargo de la Diputación de Barcelona y que posteriormente adquirió cierta fama a nivel europeo.
Para poder elaborar su proyecto, Martí Alsina alquiló un espacio de medidas especiales en el barrio de Sants, que entonces aún era un pueblo de las afueras de Barcelona. Según tradición oral habilitó como taller el «Casino de Sants». Allí se hizo traer todo tipo de armaduras, armas y piezas históricas para dar el máximo rigor posible a su obra. También necesitó decenas de modelos, hizo confeccionar vestidos para la ocasión y visitó Gerona en varias ocasiones, como demuestran los cientos de bocetos de diversos rincones de la ciudad que aún se conservan, unos en colecciones particulares y otros en el Museo Nacional de Arte de Cataluña y en el Museo de Arte de Gerona. Fruto de estas visitas también creó una docena de pequeños óleos y algunas otras pinturas de dimensiones considerables, entre las que destaca la obra Paisaje de las murallas de Gerona, una de sus pinturas más apreciadas. Según Folch i Torres, incluso se hizo traer al taller piezas de artillería.
Se tiene noticia que los primeros intentos para empezar la obra se realizaron a finales de 1859, gracias a una carta dirigida a Martí Alsina enviada desde Gerona con fecha 14 de octubre de 1859, donde se le daba contestación a una información, solicitada por el pintor, sobre las banderas y otras consultas que quería incluir en la pintura y que deseaba que fueran lo más realistas posibles. El pintor mismo apuntó un seguimiento de trabajo para realizar la obra:

1. Tener toda la calma para la composición, hasta estar bien satisfecho de ella por ser buena y bien declarada.
2. Comprobación de las masas con el natural (grupo de figuras […]) con respecto a los otros, y cada figura en particular y hacer totales en un papel y distribución de partes por masas bien sentadas y distribuidas, que sirvan para el dibujo de la misma composición, en tamaño pequeño que permitan, sin embargo, el desarrollo del dibujo que ha de ser original para trasladarse en mayor escala con cuadrícula. Cálculo perspectivo del cuadro para comprobaciones que no pueden hacerse del natural o que no impliquen esta necesidad.
3. Traslado, por fracciones, que alcancen la abertura del ángulo óptico del dibujo anterior con suma exactitud.
4. Hacer los estudios acabados que haya necesidad y según ellos completar el dibujo anterior.
5. Traslado al lienzo: asegurar en éste el dibujo con un calcado perfecto y líneas firmes, con lápiz encarnado.
6. Bosquejo ligero y suave de tintas.
7. Conclusión: Especulaciones de tiempo. Durante la composición, todo es trabajo mío en ella: se previenen los chismes y modelos para el acto de las comprobaciones y apuntes. Se da la orden para el bastidor. Durante el dibujo correcto de la composición se hacen las cuadrículas […] del dibujo que se hace, y la grande por partes, en el papel de traslado […] se hace el traslado, trazo los dibujos […] corrijo, según ellos, los dibujos grandes, mientras se calca y perfila y se clava el lienzo. Durante el bosquejo continúo algún cuadro. 

Si se tiene en cuenta que Martí Alsina encargó el marco de la obra a la Sala Parés en marzo de 1864 ([...] un gran marco para el cuadro del «Sitio de Gerona», carpintero y cerrajero 426 reales, dorador 1 700 reales, total 2 126 reales), se cree que tenía previsto enviar la obra a concursar en la Exposición Nacional de 1864, pero cuando recibió comentarios críticos contrarios tras pedir la opinión sobre la obra a algunos amigos, decidió no enviarla y continuar trabajando en la misma. Finalmente no llegó ni siquiera a firmarla. El proyecto en el cual había invertido tanto tiempo, esfuerzos personales y económicos acabó como un fracaso, ya que durante la vida del artista la obra no llegó nunca a salir de su taller.
Años más tarde, Alsina aprovechó el material de investigación y los esbozos realizados para crear dos obras relacionadas con el «Sitio de Gerona»: Las heroínas de Gerona, que se mostró en 1868 durante una exposición de la «Sociedad para Exposiciones de Bellas Artes de Barcelona», y La Compañía de Santa Bárbara, que en 1891 envió a la exposición del Palacio de Bellas Artes de Barcelona.
Diversos documentos personales confirman que Martí Alsina dio la obra en garantía de una deuda de veinte mil pesetas que tenía con Pau Borrell. Al no poder liquidar el préstamo, Borrell asumía la propiedad temporal de la obra. No fue hasta 1894 que el pintor consiguió llegar a un acuerdo con los herederos de Borrell, cambiando la pieza por otras catorce. Un artículo de prensa de la época, publicado en El Diluvio, se hizo eco de toda la historia y comentaba que Martí Alsina había intentado vender la obra a la diputación provincial «por una niñería de quince mil duros».

### Historia del cuadro desde la muerte de Martí Alsina hasta la guerra civil española

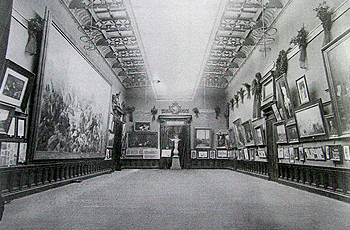
El gran día de Gerona expuesto en el Palacio de Bellas Artes de Barcelona en 1898.

Joan Nepomucè Font i Sangrà, coleccionista privado aficionado a los cuadros de Martí Alsina, adquirió la obra una vez muerto el artista. En 1894 se la ofreció al Ayuntamiento de Barcelona para exhibirla en la Exposición de Bellas Artes del mismo año. No se mostró, sin embargo, hasta 1898, en una exposición de artistas recientemente fallecidos. Después, la obra quedó depositada en el Salón de la Reina Regente del Museo Municipal de Bellas Artes de Barcelona.
En 1904, al no estar la obra expuesta en ninguna parte, su propietario la reclamó «si por falta de local no puede ser expuesta». Carlos Bofarull, director de los Museos de Bellas Artes de Barcelona, hizo un informe en el que expuso:

...al desocuparse el Salón de la Reina Regente fue llevado al Museo de Reproducciones el cuadro de gran tamaño titulado «Girona», obra del difunto artista Martí y Alsina, la cual formaba parte del Museo de Pintura en concepto de depósito. No creyendo que el lugar más adecuado para su conservación fuera el Museo de Reproducciones, fue llevado a los bajos del Museo de Arte Decorativo y Arqueológico, almacenado el marco y desmontado y enrollado el lienzo. Actualmente, debido a las obras que se están desarrollando en este edificio, no es conveniente su presencia allí, por lo cual pide a la junta que determine que conviene hacer.
Comunicación del Director de los Museos de Bellas Artes a la Junta de Museos, 16-8-1904

En 1905 Font i Sangrà recuperó su obra. Debido a sus dimensiones extraordinarias, la depositó en una capilla, ampliada para la ocasión, de su finca de Cardedeu, Ca n'Eres Vell. Font i Sangrà conservaba la mayor parte de su colección en su domicilio barcelonés. La pintura se convirtió en un reclamo turístico en Cardedeu, ya que el propietario enseñaba la obra a todo el mundo que iba a verla. Después de algunas negociaciones, El gran día de Gerona pasó a ser propiedad del Ayuntamiento de Barcelona como legado, aceptado el 18 de junio de 1929. Se incorporó al fondo del Museo Municipal de Bellas Artes, y quedó expuesto permanentemente en el Salón de la Reina Regente del Palacio de Bellas Artes. Al crearse el Museo de Arte de Cataluña (actual Museo Nacional de Arte de Cataluña) en 1934, muchas obras fueron trasladadas al Palacio Nacional. Las de mayores dimensiones permanecieron en el Palacio de Bellas Artes.
En 1938, en plena guerra civil española, el palacio se utilizaba como punto de encuentro donde se daban conferencias y mítines. El verano del mismo año fue víctima de uno de los bombardeos que asolaron la ciudad, lo que provocó que se rompiera la claraboya del techo del edificio, hecha de vidrio; la obra resultó dañada y se le produjeron un par de grietas de más de cinco metros.
Una vez finalizada la guerra, y debido a sus medidas extraordinarias, se decidió enrollar la obra dentro de un rodillo para protegerla y guardarla en un almacén del Museo de Arte de Cataluña hasta que pudiera ser restaurada, lo que tuvo lugar el año 2009.

### Recuperación y restauración del cuadro (2009-2010)

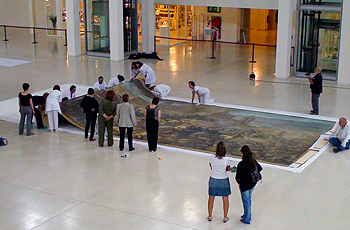
El gran día de Gerona en la Sala Oval del MNAC.

Con motivo del bicentenario de la Guerra de la Independencia y del Sitio de Gerona, entre el Museo de Arte de Gerona y Dra. María Luisa Faxedas surgió la idea de celebrar una exposición conmemorativa. Para su realización, se solicitó al MNAC la obra El gran día de Gerona, que necesitaba una restauración antes de ser expuesta. La Fundación Caixa Girona financió la operación, donde también colaboraron el MNAC, el Departamento de Cultura y Medios de Comunicación de la Generalidad de Cataluña y el Museo de Arte de Gerona. La obra había sido enrollada y conservada en un almacén del museo durante 70 años, salvo una pequeña intervención que se llevó a cabo en 1998, cuando se desenrolló y fotografió la obra aprovechando un traslado interno de las reservas del museo.

#### Examen organoléptico
El 14 de septiembre de 2009, un equipo de restauradores formado por técnicos del MNAC y del Centro de Restauración de Bienes Muebles de Cataluña (CRBMC), dirigidos por Mireia Mestre, Núria Pedragosa y Maite Tomeu, procedieron a desenrollar la obra en la Sala Oval del Palacio Nacional. En el mismo cilindro había otra pintura, de autor desconocido, sobre la Batalla de Waterloo. Durante tres días se realizó un examen organoléptico, antes de volver a embalar la pintura para su traslado al CRBMC, en Valldoreix.
Durante el examen organoléptico, realizado tanto por el anverso como por el reverso de la obra, se hicieron observaciones macroscópicas y microscópicas de los diversos materiales constitutivos del cuadro y se tomaron muestras para poder llevar a cabo diversos análisis físico-químicos. También se fotografió la obra mediante diversas técnicas existentes, como la fotografía con luz ultravioleta, con transiluminación o con luz rasante. No solo se analizó la obra, sino que varios estudiosos también investigaron las salas de reserva del museo y de otras obras del mismo periodo del artista, para poder realizar las comparaciones pertinentes. Las particularidades de las dimensiones de la obra la habían preservado de intervenciones más invasivas como un reentelado o barnizado general, técnicas habituales hasta hace relativamente poco tiempo en el mundo de la conservación y restauración de obras de arte.

#### Restauración en Valldoreix
Durante el proceso de restauración, pionero a nivel catalán debido a las particularidades de la obra, se utilizaron manuscritos del propio Martí Alsina, así como imágenes de la obra hechas antes de que sufriera los efectos del bombardeo de 1938. Antes de proceder a intervenir, se hicieron los análisis físico-químicos necesarios, llevándose a cabo una toma de muestras de la imprimación, pintura y barniz, así como varias reflectografías. Los análisis de tejido se realizaron en colaboración con el Centro Técnico de Hilatura de la Universidad Politécnica de Cataluña. Todo el proceso de restauración fue documentado y fotografiado, y se fue informando progresivamente a los medios de comunicación.
Según los estudios realizados, la capa preparatoria estaba hecha a base de una mezcla de blanco de plomo, sulfato de bario y carbonato de calcio. La tela presentaba unos desgarros muy grandes, de hasta siete metros de largo, que se arreglaron mediante un sistema de sutura hilo a hilo, con cola de esturión y almidón de trigo. Todo el proceso de restauración se realizó siguiendo criterios de mínima intervención. Se empezó por el reverso de la tela, con el proyecto dividido en varias fases debido a la particularidad que suponía trabajar con una obra de estas dimensiones. Se usaron técnicas de consolidación que supusieran la mínima incorporación de materiales. En cuanto a la limpieza de la superficie pictórica, se realizó en dos fases. En la primera, se quitó el polvo acumulado en la superficie. En la segunda, se retiró la suciedad adherida a la obra mediante la aplicación de una disolución gelificada, según los resultados del test de Cremonesi practicado previamente. Después se reintegraron las pérdidas de policromía aplicando una masilla hecha con blanco de España y cola de conejo.
Se trató de un proyecto excepcional en cuanto a la aplicación de criterios y uso de técnicas innovadoras que se ha convertido en un referente en Cataluña.

### Instalación en Gerona

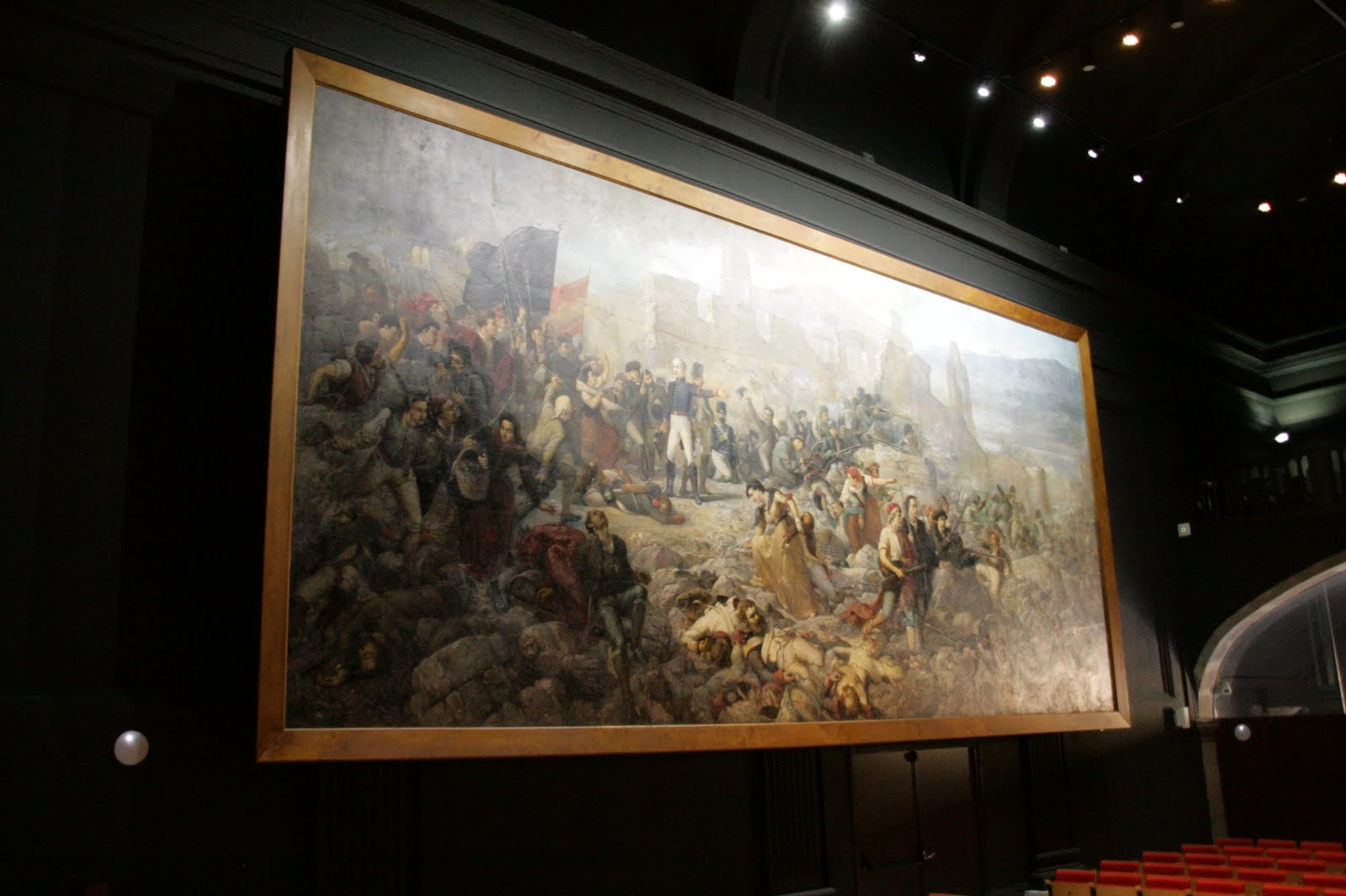
La obra ya instalada en el Auditorio Josep Irla de Gerona.

La obra fue definitivamente instalada el 14 de septiembre de 2010 en el Auditorio Josep Irla del antiguo Hospital de Santa Catalina en Gerona, actual sede de la Generalidad de Cataluña en la ciudad, proveniente directamente del Centro de Restauración de Valldoreix. La obra fue transportada en camión y descargada por un grupo de ocho operarios ante la presencia de un equipo de restauradores y de varias personas vinculadas al proyecto. Para poder manipularla correctamente se encargó a la empresa Chassitech la construcción de una estructura metálica —una doble parrilla de aluminio anodizado con perfiles exteriores de madera— diseñada para facilitar futuras intervenciones de mantenimiento de la obra. El personal del Museo de Arte de Gerona asumió la responsabilidad de garantizar el entorno climático necesario, con un nivel de luminosidad que no rebasara los 150-200 lux. Entre el 14 y el 16 de septiembre la obra se colgó de la estructura de aluminio, y al cabo de pocos días fue presentada a la prensa. La exposición se inauguró el 23 de octubre de 2010.

## Exposiciones

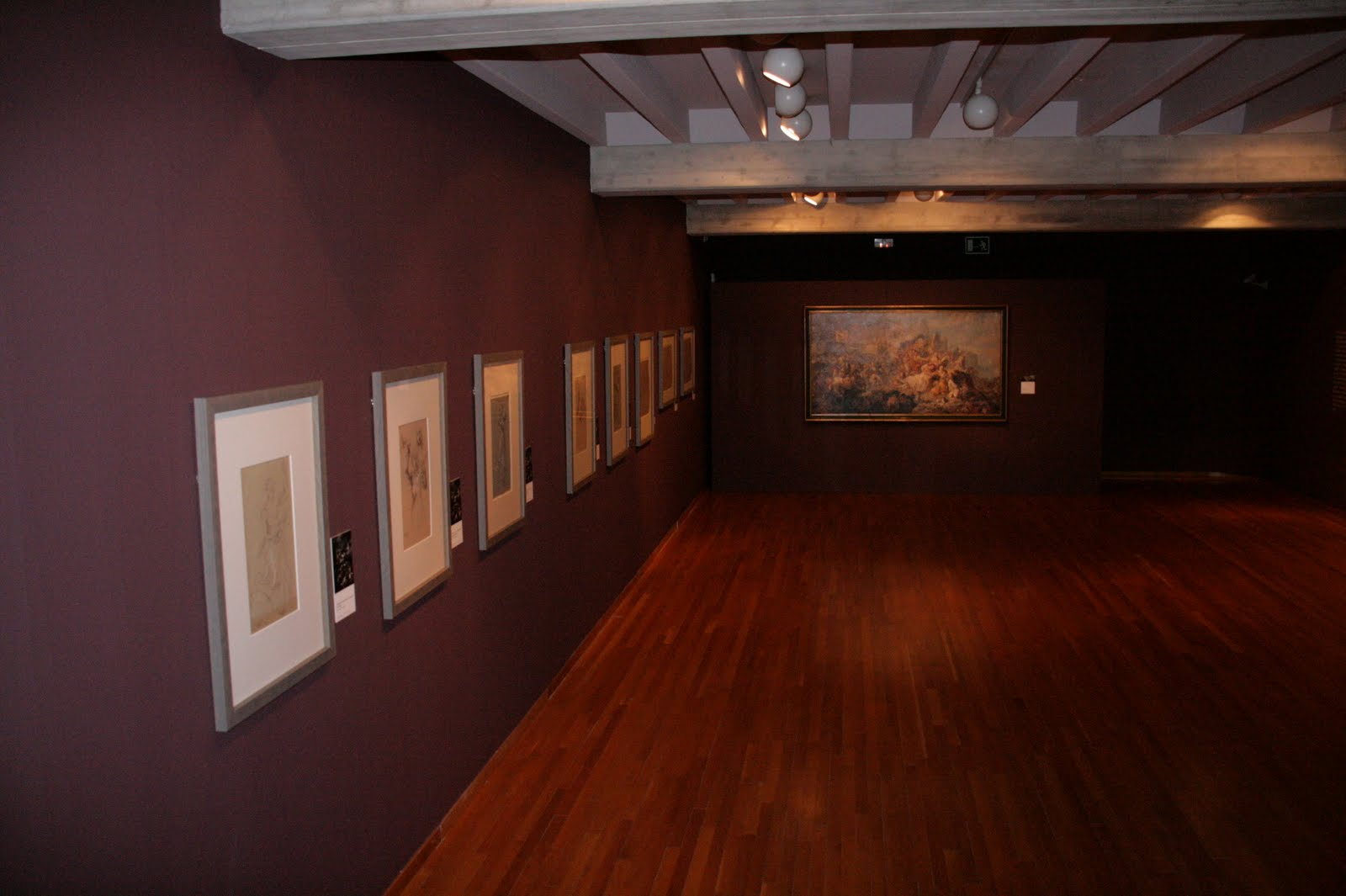
Exposición Anatomia d'un quadre en el Museo de Arte de Gerona.

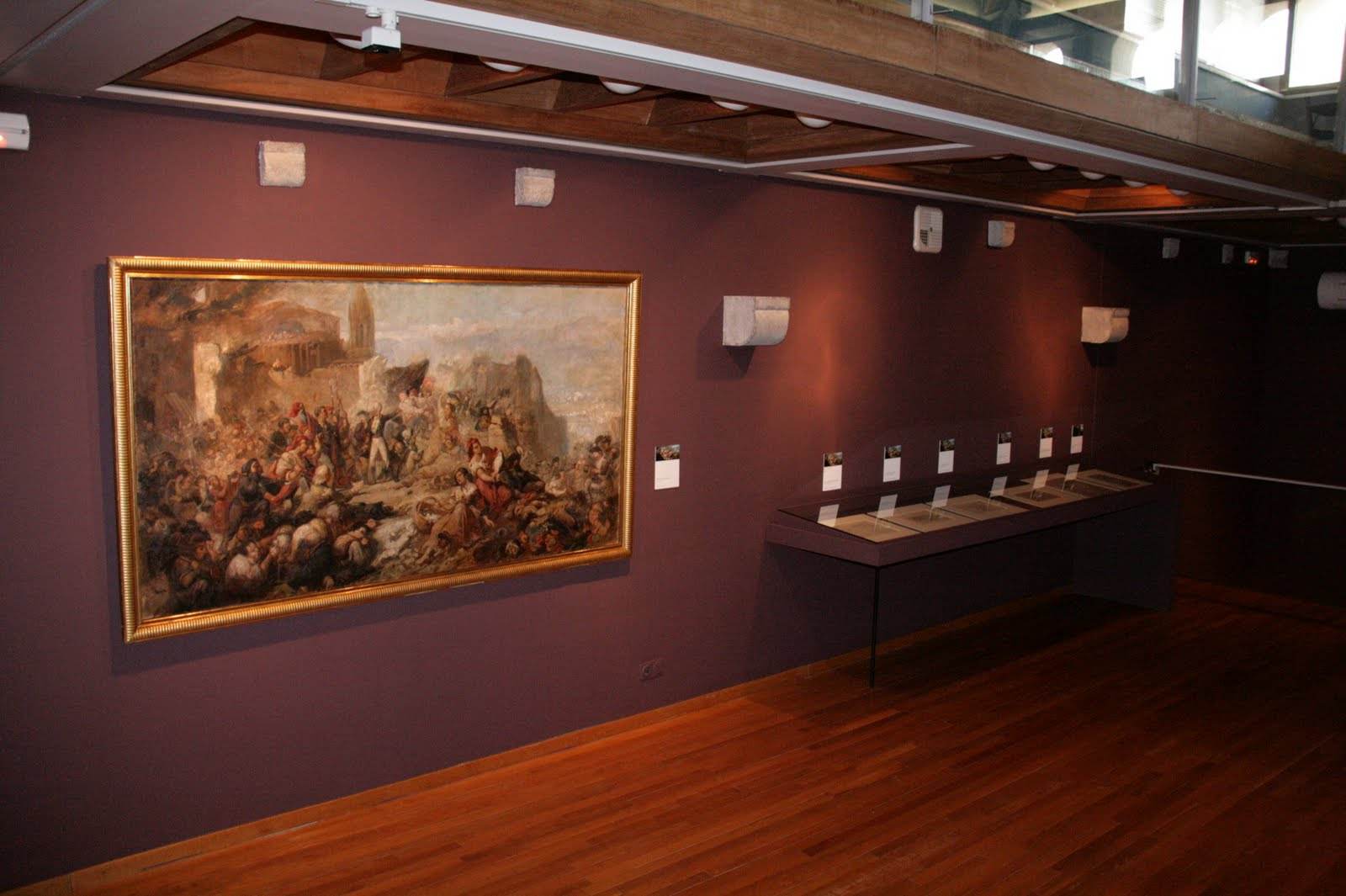
En la exposición se podían ver versiones de la obra y los dibujos preparatorios.

Durante su historia, la obra solo ha sido expuesta públicamente en dos emplazamientos. El primer lugar fue el Palacio de Bellas Artes de Barcelona, donde en 1898 se pudo ver en el marco de una exposición en homenaje a artistas que habían fallecido recientemente. Cuando finalizó la muestra, permaneció en depósito durante un tiempo en el museo de dicho Palacio. Más adelante, se devolvió la obra a su propietario, quien la donó definitivamente a la Junta de Museos del Ayuntamiento de Barcelona en 1929. De esta forma, la obra entró a formar parte del catálogo del museo y pasó a exponerse permanentemente en el Salón de la Reina Regente.

### Anatomía de un cuadro
A raíz de la restauración y traslado de la obra, se organizó la exposición Ramon Martí Alsina. El gran dia de Girona. Anatomia d'un quadre, que tuvo lugar entre el 23 de octubre de 2010 y el 29 de mayo de 2011 en tres espacios de Gerona. La exposición fue organizada por el Museo de Arte de Gerona en colaboración con el MNAC, y fue comisariada por María Luisa Faxedas, profesora de la Universidad de Gerona experta en el tema. El objetivo de esta muestra fue investigar los motivos que condujeron al pintor Martí Alsina a realizar esta obra. El proyecto expositivo se dividió en tres espacios:
- Auditorio Josep Irla: situado en la delegación de la Generalidad de Cataluña en Gerona, se corresponde con el espacio definitivo donde está expuesto el cuadro.
- Salón de Plenos de la Diputación de Gerona: exposición permanente del cuadro Las heroínas de Gerona, también obra de Martí Alsina.
- Museo de Arte de Gerona: muestra los bocetos y dibujos preparatorios del cuadro.

Desde el 8 de junio de 2011 el Museo de Historia de la Ciudad, de Gerona, muestra una de las obras preparatorias que Martí Alsina realizó a raíz de El gran día de Gerona.

## Otras versiones
El sitio de Gerona ha sido representado en varias ocasiones por diversos artistas; existen otras versiones de la obra:
- En el Museo de Arte de Gerona existe El sitio de Gerona de 1809 o Boceto para el Gran día de Gerona (1860), una versión reducida del cuadro principal (47 x 84,5 cm) pintada y firmada por el mismo Martí Alsina.[40]
- César Álvarez Dumont (1866-1945) pintó en 1890 su visión de los hechos. La obra, llamada igual que la de Martí Alsina El gran día de Gerona, se pudo ver en el Castillo de San Fernando de Figueras durante la exposición «Álvarez de Castro y su tiempo», organizada por el Ministerio de Defensa de España. La tela pertenece al Museo del Prado[41] y fue premiada en la Exposición Nacional de Bellas Artes de 1890, ganando una medalla de segunda clase.[42] Actualmente está cedida al Museo Provincial de Ciudad Real.[4]
- Laureano Barrau (1863-1957) pintó en 1884 en Roma La rendición de Gerona en 1809, actualmente en una colección particular en Gerona.